# 鹤峰乡 (奉节县)
鹤峰乡，是中华人民共和国重庆市奉节县下辖的一个乡镇级行政单位。

## 行政区划
鹤峰乡下辖以下地区：
五祖村、观斗村、莲花村、青杠村、柳池村、三坪村、招峰村和长连村。